# Denis Janot
Denis Janot († 1544) war von 1529 bis 1544 in Paris als Buchhändler und Buchdrucker tätig. Er war der älteste Sohn des Buchdruckers und -händlers Jean Janot († 1522).